# 馬納
马纳（法語：Mana，法語發音：[mana]）是法国海外省法属圭亚那的一个市镇，属于马罗尼河畔圣洛朗区。该市镇总面积为6,332.6平方千米，是法国面积第四大市镇。馬納是法屬圭亞那的大米主產地，出產大米出口至蘇里南。

## 地名
该市镇得名于流经的马纳河。

## 历史
该市镇于1828年由修女安娜-玛丽·雅武埃建立。
1989年1月1日，马纳约3%的领土被划出，成立市镇阿瓦拉-亚利马波。

## 地理
马纳（5°40'2"N, 53°46'37"W）面积6,332.6平方千米，位于法国海外省法属圭亚那。
与马纳接壤的市镇（或旧市镇、城区）包括：马罗尼河畔圣洛朗、伊拉库博、萨于勒、圣埃利、阿瓦拉-亚利马波、帕派什通。
马纳的时区为UTC−03:00。

## 行政
马纳的邮政编码为97360、97318，INSEE市镇编码为97306。

## 政治
马纳的现任市长为阿尔贝里克·本特（Albéric Benth）先生，任期为2020-2026年。

## 人口

1962-2008年间马纳人口变化图示

马纳于2022年1月1日时的人口数量为11364人。